# Frutillar
Frutillar és una ciutat de Xile que es troba a la riba oest del llac Llanquihue, a la regió de Los Lagos. Es caracteritza pel paisatge, les tradicions alemanyes dels seus fundadors. El 2017 tenia 12.876 habitants.

## Història
El nom de la localitat es deu a la frutilla xilena (maduixera de Xile) present a les rodalies i boscos.
La ciutat de Frutillar va ser fundada a la vora de l'estany Llanquihue el 23 de novembre de 1856 per immigrants alemanys que van arribar a la zona en el període de la colonització de l'estany Llanquihue durant el govern de el president Manuel Montt. Les condicions econòmiques a Alemanya per als agricultors es van deteriorar durant la revolució industrial. L'economia rural basada en l'agricultura es va traslladar cap a una de caràcter urbà industrial, produint un èxode massiu de camperols cap a les ciutats. Els camps van reemplaçar la mà d'obra per la mecanització de serradores, empaquetadores de pastura i gra, tractors i altres maquinàries d'alt rendiment agrícola. La concentració de la feina a les ciutats industrials es van veure saturats, el que va generar una alt nivell d'atur.
En aquesta oportunitat el govern de Xile va encarregar a Bernardo Philippi la tasca de reclutar immigrants alemanys per colonitzar el sud de Xile. El treball de convenciment als agricultors per viatjar a el nou món a la Patagònia va ser complex. Philippi va haver de lliurar concessions de terres de part de l'estat Xilè per incentivar les famílies alemanys a immigrar cap a Xile. Finalment, el primer grup va arribar a Valdivia el 1846 i es va establir a les rodalies de Valdivia i la La Unió. Durant els 10 anys següents van arribar vapors d'Alemanya a Melipulle ciutat rebatejada amb el nom de Port Montt en honor d'el president de l'època. Més tard es va introduir als colons alemanys a l'estany Llanquihue, distribuint-los en vapors per les riberes de l'estany.
En Frutillar se'ls va lliurar terres parcel·lades per José Decher amb una riba de llac i extensions de boscos natius que van haver de buidar amb gran sacrifici per a llaurar la terra, construir les seves cases, cobert i els seus propis embarcadors a la vora de la badia de Frutillar per traslladar-se en vaixells a vapor que circulaven pel llac Llanquihue. Els colons es van dedicar a tasques agrícoles, ramaderes, instal·lant lleteries, molins, destil·leries, cistelleria i llocs d'abastament.